# 波杜纳夫列区
波杜纳夫列区是塞爾維亞中部的行政区，行政中心为斯梅代雷沃。该区位于首都貝爾格萊德東南，北隔多瑙河與伏伊伏丁那相望。行政区面積为1,248平方公里，2022年人口数量为175,573人。

## 城市和市镇
波杜纳夫列区的范围包括一个城市和两个市镇：
- 斯梅代雷沃（城市）
- 斯梅代雷沃帕蘭卡
- 大普拉納